# Anastasio Bustamante
Anastasio Bustamante y Oseguera (n. a Jiquilpan, Michoacán el 27 de juliol, 1780; m. a San Miguel de Allende, Guanajuato el 6 de febrer, 1853) fou president de Mèxic en tres ocasions, de 1830 a 1832, de 1837 a 1839 i de 1839 a 1841.

## Biografia
Trinidad Anastasio de Sales Ruiz Bustamante y Oseguera, nasqué a Jiquilpan, Michoacán. Estudià al Seminari de Guadalajara; després es traslladà a la ciutat de Mèxic on estudia medicina. En acabar els seus estudis va ser nomenat director de l'Hospital San Juan de Dios a San Luis Potosí. El 1808 s'enllistà en l'Exèrcit Reialista com a oficial de cavalleria sota el comandament de Féliz María Calleja, el qual al seu torn, encapçalava les lluites en contra dels insurgents independentistes. En acabar la Guerra d'independència de Mèxic, amb la unió dels exèrcits reialistes i insurgents, Bustamante donà el seu suport a Agustín de Iturbide.
En instaurar-se la república, el Congrés l'atorgà, el 1828, la vicepresidència. Bustamante traí el president Vicente Guerrero, s'aixecà en armes i va esdevenir el cinquè president de Mèxic l'1 de gener, 1930.
Guerrero desterrà els liberals populars del ritu de York i expulsà l'ambaixador nord-americà, guanyant les simpaties del clergat i els conservadors del Ritu Escocès. Fou deposat el 1832, però tornà a Mèxic el 1836 per sufocar l'aixecament dels rebels de l'estat de Texas.
Amb la promulgació de les Set Lleis que creaven un govern de caràcter centralista, fou designat president per segona ocasió de 1837 a 1839. Abandonà la presidència per lluitar contra les revoltes de José Urrea a Tamaulipas. Tornà aviat i governà fins al 1841. Durant aquest període Bustamante afrontà la Guerra dels Pastissos amb França, i la invasió centreamericana a Chiapas. Durant aquest mandat, tanmateix, es restabliren les relacions amb Espanya i els Estats Units. Yucatán, tanmateix, se separà del país i posà com a condició per reunificar-se la reinstauració del federalisme. Davant el desprestigi, Antonio López de Santa Anna intervingué i prengué la presidència de Mèxic.
El 1846 és designat pels centralistes president del Congrés, però no hi participà gaire, atesa la invasió nord-americana en la Guerra Estats Units - Mèxic. Posteriorment es retirà. Morí a San Miguel de Allende el 6 de febrer de 1853.